# Gmina Szczurowa
Die Gmina Szczurowa ist eine Landgemeinde im Powiat Brzeski der Woiwodschaft Kleinpolen in Polen. Ihr Sitz ist das gleichnamige Dorf mit etwa 1750 Einwohnern.

## Gliederung
Zur Landgemeinde (gmina wiejska) Szczurowa gehören folgende Dörfer mit einem Schulzenamt:
Barczków
Dąbrówka Morska
Dołęga
Górka
Kopacze Wielkie
Księże Kopacze
Kwików
Niedzieliska
Pojawie
Popędzyna
Rajsko
Rudy-Rysie
Rylowa
Rząchowa
Strzelce Małe
Strzelce Wielkie
Szczurowa
Uście Solne
Wola Przemykowska
Wrzępia
Zaborów

## Persönlichkeiten
- Jan Piotrowski (* 1953 in Szczurowa), Bischof von Kielce.